# Hyalopecten biscayensis
Hyalopecten biscayensis är en musselart som först beskrevs av Étienne Alexandre Arnould Locard 1886.  Hyalopecten biscayensis ingår i släktet Hyalopecten och familjen kammusslor. Inga underarter finns listade i Catalogue of Life.